# Kalvskärs grynnorna
Kalvskärs grynnorna är öar i Finland. De ligger i Norra kvarken och i kommunen Malax i landskapet Österbotten, i den västra delen av landet. Öarna ligger omkring 30 kilometer sydväst om Vasa och omkring 370 kilometer nordväst om Helsingfors.
Arean för den av öarna koordinaterna pekar på är 1,3 hektar och dess största längd är 180 meter i sydväst-nordöstlig riktning. Närmaste större samhälle är Korsnäs, 18,8 km söder om Kalvskärs Grynnorna.

## Klimat
Inlandsklimat råder i trakten. Årsmedeltemperaturen i trakten är 3 °C. Den varmaste månaden är augusti, då medeltemperaturen är 16 °C, och den kallaste är januari, med −10 °C.